# Esteban Suárez
Esteban Andrés Suárez – noto solo come Esteban – (Avilés, 27 giugno 1975) è un ex calciatore spagnolo, di ruolo portiere.

## Carriera
Nato nelle Asturie, inizia la carriera nel Real Avilés. Passato al Real Oviedo, qui gioca in prima squadra dal 1997 al 2002.
Nel 2002-2003 viene ceduto all'Atlético Madrid, risalito in quella stagione in Primera Division. Nel 2003-2004 firma un contratto con il Siviglia, dove diventa il titolare per due stagioni fino al 2005.
Al termine di quella stagione passa al neo-promosso Celta Vigo, andando a fare la riserva di José Manuel Pinto.
Dal 2008 al 2014 ha giocato nell'Almería, per poi trasferirsi nuovamente al Real Oviedo.